# Ewa Frysztak
Ewa Frysztak-Szemioth (ur. 3 września 1930, zm. 7 sierpnia 2021) – polska graficzka, ilustratorka książek.

## Życiorys
Studiowała grafikę książki w krakowskiej Akademii Sztuk Pięknych (dyplom obroniła w 1955). W 1954 roku została stażystką w Państwowym Instytucie Wydawniczym. Projektowała okładki, obwoluty, ilustracje do książek dla dorosłych i dzieci oraz karty pocztowe, plakaty. Należała do grupy projektującej dla Polskiej Izby Handlu Zagranicznego stoisko przemysłu ciężkiego na targach w Pekinie. Opracowała grafikę serii Klub Interesującej Książki, Powieści XX wieku oraz Biblioteka Krytyki Współczesnej. Współpracowała z Państwowym Instytutem Wydawniczym, Wydawnictwem Literackim, Instytutem Wydawniczym „Nasza Księgarnia”, Instytutem Wydawniczym „Pax”.

## Wybrane prace
- Liście z San Siro, Alberto Vigevani, Warszawa: Państwowy Instytut Wydawniczy, 1966.
- Opowieści dawnej treści, Anna Świrszczyńska, Kraków: Wydawnictwo Literackie, 1959.
- Poezje, Elizaweta Bagriana, Warszawa: Państwowy Instytut Wydawniczy, 1961.
- Romeo i Julia, Luigi Da Porto, Warszawa: Państwowy Instytut Wydawniczy, 1963.
- To i owo na fraszkowo, Tadeusz Fangrat, Kraków: Wydawnictwo Literackie, 1979.
- Wesołe przygody leniwego smoka i inne opowiadania, Warszawa: Państwowy Instytut Wydawniczy, 1960.